# زبان‌گاوی لکه‌دار
زبان‌گاوی لکه‌دار (نام علمی: Cynoglossus puncticeps) نام یک گونه از سرده کفشک زبان‌گاوی است.